# Mário Sacramento
Mário Emílio de Morais Sacramento GCL (Ílhavo,  7 de julho de 1920 — Porto, 27 de março de 1969) foi um médico, escritor neorrealista, ensaísta e político antifascista revolucionário comunista português que se destacou como uma importante figura do movimento de oposição democrática ao regime do Estado Novo.

## A família
Mário Sacramento nasceu em Ílhavo, cidade do distrito de Aveiro, filho de Rita de Morais Sarmento e Sacramento e do seu marido Artur Rasoilo Sacramento.

## Formação académica e profissional
Realizou os seus estudos secundários no Liceu de Aveiro, onde foi um ativista estudantil, razão pela qual chegou a estar preso.
Matriculou-se em Medicina na Universidade de Coimbra, mas apenas concluiu os seus estudos após ter frequentado as escolas médicas do Porto e de Lisboa (onde se licenciou em 1946).
Obteve em Paris uma especialização em gastrenterologia (1961).

## A escrita
Desde muito cedo interessou-se pela escrita, colaborando em diversos periódicos entre os quais O Diabo, o Sol Nascente, Vértice, Diário de Lisboa e Mundo Literário
Observador interessado do panorama literário português, Mário Sacramento publicou diversos ensaios sobre a obra de escritores como Eça de Queiroz, Moniz Barreto, Cesário Verde, Fernando Namora e Fernando Pessoa. A qualidade dos seus ensaios granjeou-lhe a admiração da intelectualidade portuguesa do tempo.

## A atividade política
Ainda estudante, Mário Sacramento integrou-se na tradição do republicanismo democrático português, aderindo ao movimento de resistência democrática ao regime do Estado Novo.
Nesse contexto de resistência à ditadura, militou no Partido Comunista Português, ao tempo o melhor estruturado dos movimentos oposicionistas em Portugal.
Foi membro da comissão central da organização de juventude do Movimento de Unidade Democrática (o MUD Juvenil), o único movimento oposicionista tolerado, durante algum tempo, pelo regime, no qual se congregavam todas as correntes da oposição democrática. Nessas funções ganhou grande notoriedade, transformando-se numas das figuras de referência da resistência ao Estado Novo.
Foi secretário-geral, e principal obreiro, da comissão promotora do Primeiro Congresso Republicano, um fórum da oposição democrática que se reuniu em Aveiro no ano de 1957 e liderou a organização do Segundo Congresso Republicano embora tenha falecido pouco antes da sua realização em 1969.
Mário Sacramento foi por cinco vezes detido pela PIDE, a polícia política do salazarismo, a primeira das quais em 1938, quando era membro da associação de estudantes do Liceu de Aveiro, e a última em 1962.

## O crítico literário e ensaísta
A sua atividade de crítica literária guindou-o ao papel de  teorizador do movimento neorrealista em Portugal.
Participou em múltiplas conferências sobre literatura e publicou uma extensa obra de crítica e de análise literária, que inclui ensaios marcantes, entre os quais Eça de Queirós, uma Estética da Ironia (1945, Prémio Oliveira Martins), Fernando Pessoa, Poeta da Hora Absurda (1959), Fernando Namora, a Obra e o Homem (1967) e Há uma Estética Neo-Realista? (1968).
Uma parte importante da sua obra de ensaio literário está reunida nos três volumes, parcialmente póstumos, de Ensaios de Domingo (1959, 1974 e 1990).
Uma parte importante do seu pensamento político e filosófico está reunido no volume Frátria, Diálogo com os Católicos (1971), obra que reuniu o debate que travou entre 1967 e 1969 com Mário da Rocha sobre o papel dos católicos e do movimento eclesial na evolução política portuguesa.

"Façam o mundo melhor, ouviram? Não me obriguem a voltar cá!"

— Mário Sacramento, Carta Testamento.

## Homenagens
Mário Sacramento é lembrado numa das mais importantes artérias da cidade de Aveiro e em Ílhavo.
Foi agraciado, a título póstumo, com a Grã-Cruz da Ordem da Liberdade, a 6 de julho de 2021 pelo Presidente da República Portuguesa, Marcelo Nuno Duarte Rebelo de Sousa em cerimónia restrita à família Sacramento, no Palácio de Belém.
Patrono do Agrupamento de Escolas Mário Sacramento em Aveiro.
Foi homenageado pelo Município de Aveiro no dia do seu centenário, 7 de julho de 2020, no edifício onde tinha o seu consultório médico na Avenida Dr. Lourenço Peixinho com a presença da família Sacramento.

## Principais obras
- A Criança nas Relações com o Adulto (1943)
- Retrato de Eça de Queirós (1944)
- Eça de Queirós - Uma estética da Ironia (1945)
- Fernando Pessoa, Poeta da Hora Absurda (1959)
- Lírica e Dialéctica em Cesário Verde
- Ensaios de Domingo - I (1959)
- Teatro Anatómico (1959)[12]
- Fernando Namora (1967)
- Há uma Estética Neo-Realista? (1968)
- O 31 de Janeiro (1.ª e 2.ª edição, 1969)
- Fernando Pessoa, Poeta da Hora Absurda (2.ª edição, 1970)
- Frátria, Diálogo com os Católicos (ou talvez não) (em colaboração com Mário da Rocha, 1970)
- O Ápis (conto)
- Carta-testamento. Porto:  Inova, 1973.[13]
- Diário (1974)
- Ensaios de Domingo - II (1974)
- Ensaios de Domingo - III (1990)[14]